# Църковно право
Църковното право в обективен аспект представлява правото на църквата и правото за църквата. Т.е. това е правна система от разпоредби на християните и относно християните. В субективен аспект църковното право варира в конфесионален мащаб – може да се говори за православно църковно право, католическо църковно право и право на евангелските църкви.
Като цяло в системата на църковното право се различават канонично право и правото на държавата относно църквите.
Правото на държавата относно църквите като част от правната система на държавата и нейното законодателство представлява отрасъл на правото, който има важно значение за църковното право изобщо.1